# Othón P. Blanco (militair)

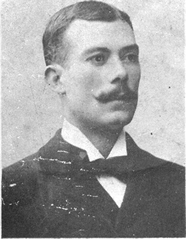
Othón Pompeyo Blanco

Othón Pompeyo Blanco Núñez de Cáceres (Ciudad Victoria, 7 maart 1868 - Mexico-Stad, 18 oktober 1959) was een Mexicaans militair.
Blanco studeerde aan het Heldhaftig Militair College in Mexico-Stad. In 1889 sloot hij zich aan bij de Mexicaanse Marine en kreeg in 1895 de opdracht de Pontón Chetumal in New Orleans te laten bouwen. Na voltooiing trok hij als commandant van dat schop naar het oosten van het schiereiland Yucatán om in het kader van de Kastenoorlog een buitenpost te stichten aan de monding van de Río Hondo aan de grens met Brits-Honduras. In 1898 stichtte hij aldaar Payo Obispo, het huidige Chetumal.
In 1905 werd hij benoemd tot viceadmiraal. Ten tijde van de Mexicaanse Revolutie stond hij aan de zijde van het Constitutionalistisch Leger, en was een van de ondertekenaars van het Pact van Teoloyucan. Na de revolutie vervulde hij verschillende administratieve functies, waaronder die van burgemeester van Ensenada van 1920 tot 1921 en onderminister van marine van 1941 tot 1946. Hij overleed in 1959. De gemeente Othón P. Blanco, waaronder Chatumal valt, is naar hem genoemd en in het regeringsgebouw van Quintana Roo staat een standbeeld ter ere van hem.
- Library of Congress Control Number: n85336994
- Virtual International Authority File: 70388701
- WorldCat: E39PBJgxtFDhxcdbYvcTv4PWjC